# 弘前市議会
弘前市議会（ひろさきしぎかい）は、青森県弘前市に設置されている地方議会である。

## 概要

### 任期
4年

### 定数
28人

### 所在地
青森県弘前市大字上白銀町1-1
弘前市役所前川本館3階

### 委員会
- 議会運営委員会

#### 常任委員会
- 総務常任委員会
- 厚生常任委員会
- 経済文教常任委員会
- 建設常任委員会
- 予算決算常任委員会

#### 特別委員会
- ひろさき市議会だより編集特別委員会
- 議会改革特別委員会

### 定例会
- 3月
- 6月
- 9月
- 12月

### 事務局
- 議会事務局
  - 総務係
  - 議事係

## 議員
| 会派名               | 議員数 | 所属党派          | 議員名（◎は代表者）                                                                  | 女性議員数 | 女性議員の比率（％） |
| -------------------- | ------ | ----------------- | ------------------------------------------------------------------------------------ | ---------- | -------------------- |
| 創和・公明           | 10     | 自由民主党 公明党 | ◎蒔苗博英 清野一榮 尾﨑寿一 外崎勝康 木村隆洋 石山敬 畑山聡 蛯名正樹 竹浪敦 志村洋子 | 1          | 10                   |
| 櫻鳴会               | 7      |                   | ◎三上秋雄 田中元 佐藤哲 松橋武史 齋藤豪 坂本崇 工藤賢生                              | 0          | 0                    |
| 弘前さくら未来       | 5      | 立憲民主党 参政党 | ◎竹内博之 成田大介 樋川篤子 赤平泰衛 工藤裕介                                        | 1          | 20                   |
| 日本共産党           | 3      | 日本共産党        | ◎千葉浩規 三浦行 須藤江利加                                                          | 1          | 33.33                |
| 無所属（弘心）       | 1      |                   | 工藤光志                                                                             | 0          | 0                    |
| 無所属（りんごの会） | 1      |                   | 石岡千鶴子                                                                           | 1          | 100                  |
| 無所属（東雲）       | 1      |                   | 野村太郎                                                                             | 0          | 0                    |
| 計                   | 28     |                   |                                                                                      | 4          | 14.28                |

## 議員報酬等
| 役職   | 議員報酬        | 政務活動費 |
| ------ | --------------- | ---------- |
| 議長   | 月額 61万0000円 | 月額 5万円 |
| 副議長 | 月額 54万7000円 | 月額 5万円 |
| 議員   | 月額 51万7000円 | 月額 5万円 |

- 別途、年2回期末手当あり
- 政務活動費の残金は市に返還する義務がある
- 議員年金は2011年（平成23年）6月1日で廃止されている

## 定数の推移
「弘前市議会議員定数条例 」によって定数が決められている。
- 2006年（平成18年）2月27日合併在任特例 - 62人
- 2007年（平成19年）4月22日選挙 - 62人→34人
- 2015年（平成27年）4月26日選挙 - 34人→28人

## 決議・騒動

### 2021年アップルパイ学生支給決議
2021年、コロナ禍でお菓子などを我慢している市内の大学や専門学校に通う約6000人が対象への支援対策と特産品を知ってもらう目的でアップルパイを支給する事業費264万円を含む2021年度一般会計補正予算案は賛成多数で可決された。賛成に回った与党会派の委員は「最近は女の子たちを中心にコメを食べない」「楽しみにしている学生もいる」と主張した。「支援するならコメの方がいい」「保存可能な食品を」といった反対意見や批判が相次いだが、配布食品を主食に変えることを要求する付帯決議案は賛成少数で否決された。弘前市はリンゴ生産量が国内で最多であり、市内40 軒超えの店がアップルパイを製造・販売してるため、販売店舗紹介しているガイドマップも併せて配るとされた。

## 議会出身者

### 旧弘前市議会
- 宮川久一郎 (2代)（貴族院議員）
- 宮本甚兵衛（貴族院議員）
- 榊喜洋芽（衆議院議員）
- 島口重次郎（衆議院議員）
- 清藤唯七（衆議院議員）
- 石郷岡文吉（衆議院議員・旧弘前市長）
- 櫻田清芽（旧弘前市長）
- 相馬錩一（初代弘前市長）
- 芹川得一（旧青森市長）
- 佐田正之丞（五所川原町長）